# Малашко Микола Васильович
Малашко Микола Васильович (5 грудня 1898, м. Мар'їнка Маріупольського повіту Катеринославської губернії — після 13 грудня 1930) —  український військовий діяч, інженер-економіст, кооператор; організатор Вільного козацтва. 

## Життєпис
Закінчив у 1919 році Бахмутську гімназію, був ініціатором створення організації учнів-середньошкільників міста й повіту.
Брав активну участь у створенні Вільного козацтва Торецької Січі, а пізніше – Вільного козацтва Донецького басейну. У березні 1918 року втік від більшовицького арешту до Запорозької дивізії, де прослужив до проголошення Української Держави під керівництвом гетьмана Павла Скоропадського.
Влітку 1919 року долучився до повстання проти денікінщини, яке очолював його старший брат Михайло Малашко. До жовтня 1920 року брав активну участь в українському повстанському русі. 
Емігрував із Катеринославським повстанським кошем до Румунії, був інтернований у таборах Текхір-Геоль і Фогараш. З 1922 року в Чехословаччині, у 1922 – 1927 роках навчався в Українській Господарській Академії в Подєбрадах за фахом інженера-економіста й був залишений у ній професорським стипендіатом.